# Боршош-Кумятский, Юлий Васильевич
Юлий Васильевич Боршош-Кумятский (укр. Юлій Васильович Боршош-Кум'ятський; 8 июля 1905 — 28 марта 1978) — советский украинский поэт, педагог, член Союза писателей с 1957 года.

## Биография
Боршош-Кумятский родился 8 июля 1905 года в закарпатском селе Великие Комяты в крестьянской семье Василия Боршоша. Семья Боршошев была многодетной — шестеро мальчиков и столько же девочек. Отец по образованию был учителем пения, был самодеятельным резчиком и дьяконом в сельской греко-католической церкви.
После народной школы в родном селе окончил Ужгородскую учительскую семинарию. Начиная с 1924 года, следующие 42 года трудился педагогом вплоть до выхода на пенсию в 1966 году.
В 1924—1926 годах преподавал в Большом Чингаве (теперь Боржавское, Закарпатская область). Затем по собственному желанию перешёл на работу в верховинские сёла Межгорья, Репинное и Пилипец. В 1930 году перебрался в Рахов, где работал в горожанской (неполной средней) школе. Гуцульщина покорила его яркой красочностью народной одежды, характером гуцулов, живописностью. Здесь активно включился в общественную, просветительскую работу, поддерживал тесные связи с краевой прессой, занимался туризмом.
В марте 1939 года с оккупацией Карпатской Украины Венгрией Ю. Боршоша арестовали. От расправы учителя-поэта спас раховский священник о. Демьянович, который буквально вытащил его из заключения и побуждал немедленно перебраться в село. В последующие годы работал директором начальных школ на Раховщине в сёлах Кобылецкая Поляна и Луг, тяжело болел.
Когда в октябре 1944 года в с. Луг вошли советские войска, Ю. Боршош, кроме руководства школой, занимается общественной работой, стал первым секретарём сельсовета. В следующем году начальную школу реорганизовали в семилетку, в ней был директором до 1949 года. В 1949 году семья Боршошев переехала в Ужгород.
В Ужгороде Ю. Боршош работал директором станции юных натуралистов и техников, затем, окончив курсы сурдопедагогики и дефектологии в Киеве, трудился в школе глухонемых и вспомогательной школе-интернате в Чертеже недалеко от Ужгорода. Утром 28 марта 1978 года Юлий Боршош-Кумятский умер от тяжёлого сердечного приступа.

## Творчество
Первые его поэтические опыты относятся ко времени учёбы в семинарии. Печататься начал с 1924 года, опубликовав стихотворение «Закуковала кукушечка» в журнале «Наш родной край», который неизменно на протяжении 1922—1939 годов редактировал Александр Маркуш. До первых книг печатался в основном на страницах журналов «Наш родной край» и «Пчёлка» (1923—1934) — шеф-редактором последнего был его директор и преподаватель педагогики во время обучения в семинарии Августин Волошин. Печатался также на страницах прогрессивного литературно-художественного и общественно-политического журнала края, редактируемого В. Гренджей-Донским, «Наша Земля», а также газеты «Свобода» и «Календаря „Просвещение“ на переступний год 1928».
Заметную роль в становлении таланта Ю. Боршоша-Кумятского сыграл просветительский альманах писателей Подкарпатской Руси «Трембита» (Ужгород: Издание Товарищества «Просвещение», 1926) — здесь на страницах 32—35 с портретом автора на отдельной странице помещена довольно солидная подборка его стихов — «Где мой край», «Течёт вода под вербник…», «Кукушечка», «Пчёлка и голубь», «Ой зажги, месяченько». В этих периодических изданиях увидели свет несколько десятков стихотворений, положивших начало его сборника стихов «Весенние цветы» (1928) — для детей и юношества и «С моего края» (1929) для взрослого читателя. В 1929—1944 годах тоже активно печатался в прессе — газетах, журналах, альманахах, выходивших в Ужгороде, Мукачево, Севлюше, Рахове, Праге, Львове и Харькове. Особенно тесно сотрудничал с журналом националистической молодёжи Закарпатья «Пробоем» (1933—1943), который выходил в Праге и с конца 30-х годов стал общеукраинским литературно-художественным и общественно-политическим месячником, где печатались лучшие образцы украинского писательства. В этом журнале, кроме отдельных публикаций, вышедших в одной из книжных серий — библиотека «Пробоем» — два его сборника «В Карпатах светает» (1935) и «Кровь зовёт» (1938).
В 1930-е годы поэзия Ю. Боршоша-Кумятского приобретает известность за пределами Карпат и выходит на более широкие украинские просторы. Он печатался в альманахе «Груни — степям» (Харьков, 1930), а также в журналах украинской патриотической художественной молодёжи Галичины «Дажбог» (1932—1935 — месячник, а потом двухнедельник) и «Горизонты» (1936—1937, еженедельник), которые выходили во Львове.
За жизнь Ю. Боршош-Кумятский напечатал 13 оригинальных поэтических книг. В 1980 году вышла книга его избранных произведений «Красная калина». Будучи человеком верующим, он не отрекался от Бога даже в годы советского атеизма, он создал цельную книгу духовной лирики «Христос в Карпатах». Она вышла в свет стараниями сына поэта, известного врача-хирурга Юлия-Богдана Боршоша (1936—2003) в 1995 году. После этого вне сборников тоже осталось немало произведений поэзии и малой прозы, которые составили упорядоченную Юлием-Богданом книгу «До серебряных седин» (2004), для выхода в свет которой в издательстве «Закарпатье» приложили усилия внук автора Богдан Боршош и внучка Марфа Мартын (в девичестве Боршош).
В 2005 году в серии «Писатели Закарпатье» вышла наиболее полная книга поэта — «По приказу рода», над составлением которой до последних своих дней трудился его сын Юлий-Богдан. В книге собрано всё творческое наследие писателя, заслуживающее внимания современного читателя, представлены аутентичные тексты всех шести сборников 20—30-х годов, а также послевоенная поэзия, стихотворения в прозе, малая проза и публицистика.

## Поэтические сборники
- Весняні квіти (1928)
- З мого краю (1929)
- В Карпатах світає (1935)
- Кров кличе (1938)
- Червона калина (1980)
- Христос у Карпатах (1995)
- До срібних сивин (2004)
- З наказу роду (2005)